# Elia Zaharia
Elia Zaharia, w latach 2016-2024 Elia, księżna Albanii (ur. 8 lutego 1983 w Tiranie) – albańska aktorka, piosenkarka, była żona pretendenta do tronu Albanii, księcia Leki.   

## Życiorys
Elia Zaharia urodziła się 8 lutego 1983 roku w Tiranie w Albanii. Jest córką Gjergja Zaharii i Yllki Mujo. Ojciec pochodzi z Përmetu i przez 35 lat pracował jako dyrektor szkoły, a rodzina matki z Podgoricy w Czarnogórze. Mieszkają w  Szkodrze w północnej Albanii. Elia ma młodszego brata Amosa. Jej matka jest aktorką, a brat aktorem i reżyserem filmowym.
W 2002 roku ukończyła naukę w Liceum Sztuk Pięknych w Tiranie, potem wyjechała na studia do Paryża. W 2005 roku ukończyła studia w Conservatoire de Bordeaux. Następnie uczęszczała do Cours Florent, prywatnej francuskiej szkoły teatralnej w Paryżu. W latach 2007–2010 studiowała na Université Paris 8 Vincennes-Saint-Denis. Biegle włada językami albańskim, francuskim, angielskim i włoskim. W Paryżu poznała księcia Albanii Lekę i para zaręczyła się w maju 2010 roku. Od tego czasu towarzyszyła księciu we wszystkich wizytach i spotkaniach z członkami innych rodzin królewskich. Pełni funkcję prezesa Fundacji Księżnej Geraldine (Queen Geraldine Foundation), która pomaga dzieciom niepełnosprawnym, odbudowuje szkoły i placówki medyczne oraz wspiera edukację na terenach wiejskich.
Ślub pary odbył się 8 października 2016 roku w pałacu królewskim w Tiranie. W ceremonii uczestniczyło ponad 300 członków  europejskich rodzin szlacheckich i królewskich. Ślubu cywilnego udzielił parze burmistrz Tirany Erion Veliaj, a przedstawiciele pięciu religii (islamu, judaizmu, katolicyzmu, prawosławia i protestanckiej) udzielili jej błogosławieństwa. Para mieszkała w rezydencji królewskiej w Tiranie, która została zwrócona rodzinie królewskiej w 2006 roku. 
Od 2015 roku jest członkiem honorowym stowarzyszenia Action for Mothers and Children. 22 października 2020 roku urodziła w szpitalu położniczym Queen w Tiranie córkę, księżniczkę Geraldine. Ponieważ była to 18. rocznica śmierci królowej Geraldine, księżniczka otrzymała imię po prababce.
W 15 stycznia 2024 roku księżniczka Elia i książę Leka, w oficjalnym oświadczeniu, potwierdzili, że się rozwodzą. Rozwiedli się w Tiranie 25 kwietnia 2024 roku. Wraz z rozwodem Elia utraciła predykat królewski oraz tytuł księżnej Albanii i powróciła do nazwiska panieńskiego. Rozwód odbył się za porozumieniem stron na podstawie porozumienia zawartego w styczniu 2024. Porozumienie to zakłada prawo księcia Leki do opieki nad córką. Po rozwodzie Elia wraz ze swoją córką, księżniczką Geraldine, przeprowadziła się do apartamentu w centrum Tirany, który pierwotnie został zakupiony przez księcia Lekę, dla swojej córki na przyszłość. W ramach porozumienia Elia, może mieszkać w apartamencie niepełnoletniej córki dopóki nie będzie mieć partnera.

## Kariera
Jako aktorka zagrała kilka ról w Teatrze Narodowym w Tiranie. Występowała również w filmach. W 2002 roku zagrała główną rolę w filmie Czerwone kwiaty, czarne kwiaty, a w 2008 roku zagrała w filmie Miesiąc miodowy Gorana Paskaljevicia. W latach 1999–2002 Elia śpiewała w albańskiej grupie Spirit Voice. W 2016 i 2018 roku Elia razem z Arditem Gjebreą prowadziła albański festiwal muzyczny Kënga Magjike. 

## Tytulatura
8 lutego 1983-8 października 2016: Elia Zaharia
8 października 2016-25 kwietnia 2024: Jej Królewska Wysokość księżna Elia, księżna Albanii
od 25 kwietnia 2024: Elia Zaharia

## Odznaczenia
- Krzyż Wielki Orderu Wierności (2016)